# Silcher-Denkmal

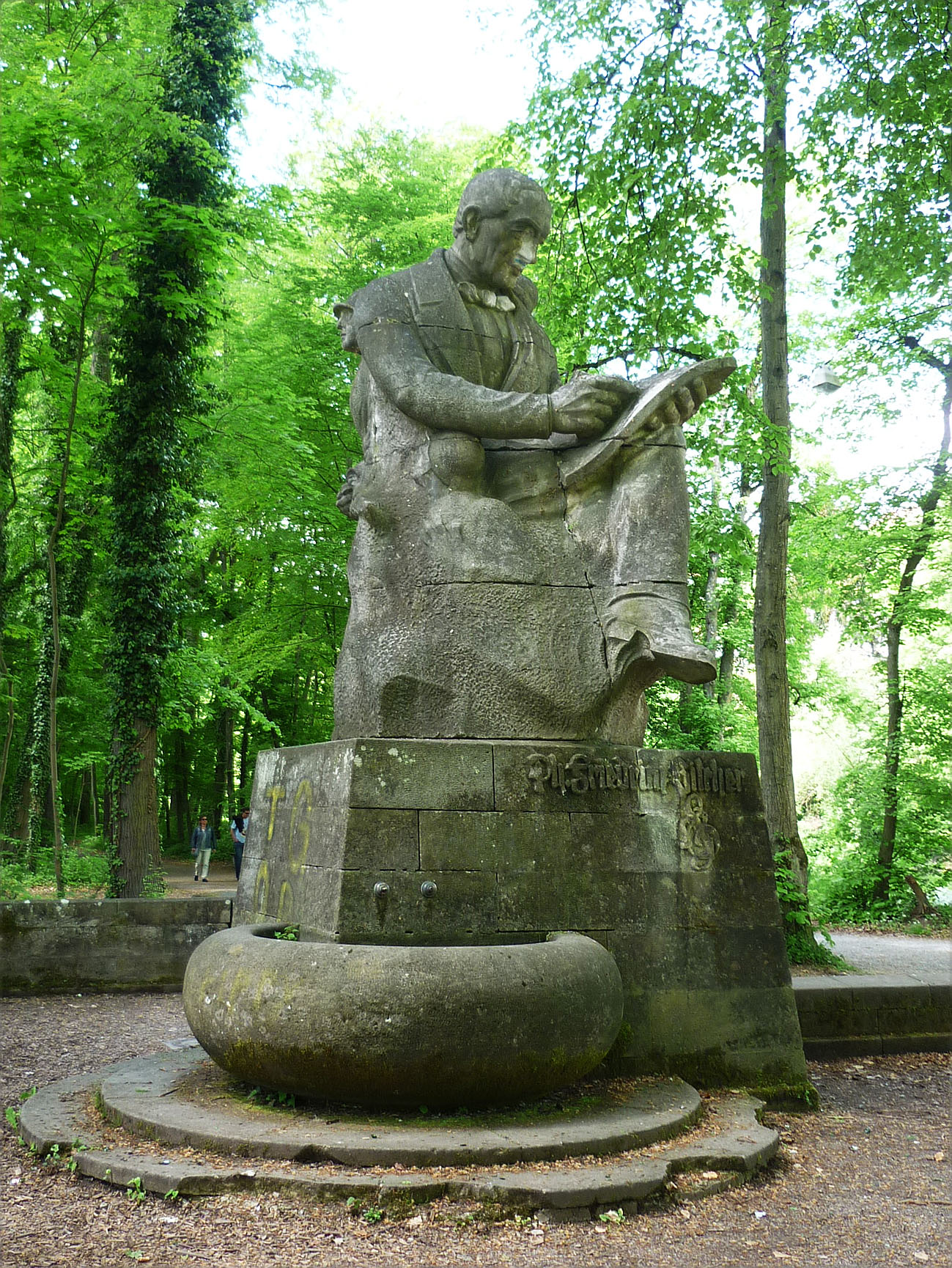
Silcher-Denkmal

Das Silcher-Denkmal ist eine Sandsteinskulptur in Tübingen.
Das Denkmal wurde am 11. Mai 1941 zu Ehren des deutschen Volkslieder-Komponisten Philipp Friedrich Silcher (1789–1860) an der Platanenallee auf der Tübinger Neckarinsel enthüllt. Es handelt sich um eine 5,7 Meter hohe Sandstein-Skulptur, die von dem Stuttgarter Künstler Wilhelm Julius Frick (1884–1964) gestaltet wurde. Das Tübinger Silcher-Denkmal ist eines der wenigen original erhaltenen Denkmäler aus der Zeit des Nationalsozialismus, die heute noch im öffentlichen Raum zugänglich sind.

## Erstes Silcher-Denkmal

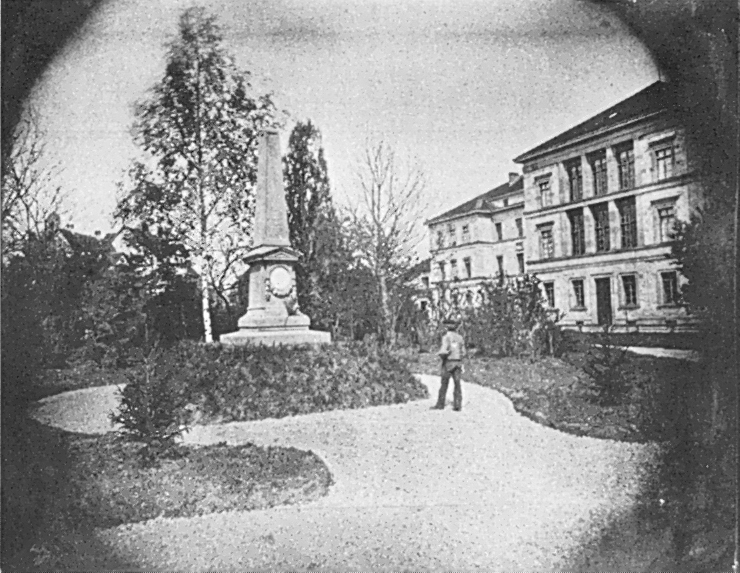
Erstes Silcher-Denkmal hinter der Neuen Aula. Foto von Paul Sinner.

Die Pflege des Andenkens an Friedrich Silcher war seit dem Tod des Komponisten und ehemaligen Musikdirektors an der Eberhard-Karls-Universität Tübingen im Jahre 1860 Teil des Tübinger Kulturwesens. 1873 wurde das erste Gedenkmonument, ein Obelisk mit der Reliefbüste Silchers, an der Rückseite der Neuen Aula der Universität errichtet. Weil an dieser Stelle der Erweiterungsbau der Neuen Aula entstehen sollte, wurde er im Jahre 1928 an die Stelle des heutigen Silcher-Denkmals an die Platanenallee versetzt. Die Schriftstellerin Ottilie Wildermuth, die selbst mit Silcher befreundet gewesen war, dichtete eine achtzeilige Inschrift, die am ersten Denkmal angebracht wurde.

## Idee und Errichtung
Im Nationalsozialismus galt diese Form der Würdigung Silchers nicht mehr als zeitgemäß und der Obelisk sollte durch ein größeres und weniger abstraktes Monument ersetzt werden. Anlässlich des 150. Geburtstages des Komponisten und Musikpädagogen wurde in Tübingen am 24. und 25. Juni 1939 eine zweitägige Silcherfeier veranstaltet, als deren Höhepunkt die Grundsteinlegung des Denkmals vorgesehen war. Hans Rauschnabel, der Tübinger Kreisleiter der NSDAP und stellvertretende Vorsitzende des Schwäbischen Sängerbundes, war der Hauptinitiator der Veranstaltung. Im Rahmen der Silcherfeier wurde am 25. Juni 1939 die Grundsteinlegung des Monuments begangen. Das Denkmal war allerdings kriegsbedingt erst zwei Jahre später fertiggestellt und wurde damals nicht offiziell eingeweiht.
Ziel war es, eine Thingstätte zu Ehren des deutschen Sängertums zu errichten. Das Monument war als Teil einer größeren Anlage auf der Tübinger Neckarinsel als Versammlungsort für künstlerische Darbietungen konzipiert. Zusätzlich zum Silcher-Denkmal wurden aus Sandstein mehrere Bühnen und Podeste sowie eine Sandsteinmauer angelegt, die sich ringförmig um den zentralen Platz an der Platanenallee legen.
Im Vorfeld der Feier im März 1939 wurde unter den Mitgliedern der Reichskammer der bildenden Künste ein Wettbewerb für die künstlerische Gestaltung und Umsetzung des Silcher-Monuments ausgeschrieben. Eingegangen waren 40 Entwürfe, gewonnen hat der Bildhauer Wilhelm Julius Frick aus Stuttgart mit dem eigentlich dritten Platz (genannt „Platz 2b“). Die Kosten des Monuments beliefen sich auf 32.000 ℛℳ. Das Denkmal sollte zum Oktober 1940 fertiggestellt werden, es dauerte allerdings bis zum 11. Mai 1941, ehe das aus 13 Gesteinsblöcken bestehende Monument aus Stuttgart eintraf.

## Beschreibung
Das Silcher-Denkmal setzt sich aus einem Sockel, einem Brunnenbecken sowie einer Figurengruppe zusammen und hat eine Höhe von insgesamt 5,7 m. Bei allen drei Elementen handelt es sich um Bildhauerarbeiten aus rotem Kernsandstein. Der gestalterische Stil entspricht dem im Nationalsozialismus staatlich geforderten Realismus.
Auf dem Sockel, der mit einer Inschrift auf die Widmung des Monuments an Friedrich Silcher verweist, befindet sich eine überlebensgroße Statue des Komponisten. Silcher wird dabei sitzend und in ein Heft schreibend im Kompositionsprozess dargestellt. Aus seinem Rücken wachsen dabei drei Szenen aus seinen beiden berühmtesten Soldatenliedern: „Wer will unter die Soldaten?“ und „Der gute Kamerad“. Auf der rechten Hälfte der Rückseite ist ein deutscher Frontsoldat mit Stahlhelm abgebildet, der mitten im Gefecht das Gewehr nachladen muss und seinem fallenden Kameraden deshalb die Hand nicht mehr reichen kann. Mittig auf der Rückseite findet sich ein sich küssendes Paar, das Abschied nimmt, bevor der Mann in den Krieg zieht. Aus der linken Achsel des Komponisten wächst ein Putto, ein nackter Junge, der ein Gewehr geschultert hat.
Das Silcher-Denkmal drückt in der kunsthistorischen Interpretation die Vereinnahmung der Musik Silchers durch die Ideologien des Nationalsozialismus aus. Die artifiziellen Volkslieder und Soldatenlieder waren zur Zeit des Vormärz entstanden und repräsentierten den Patriotismus des deutschen Biedermeiers. Die ideologische Aufladung dieser Motive mit völkischen und militaristischen Elementen im Nationalsozialismus wird als Aneignung bezeichnet.

## Rezeption des Silcher-Denkmals in der Region
Da das Silcher-Denkmal in Tübingen trotz eines entsprechenden Gesetzes der Alliierten nach Kriegsende nicht entfernt wurde und deutlich die stilistischen Merkmale nationalsozialisten Kunstverständnisses trägt, war es immer wieder Gegenstand politischer Auseinandersetzungen.
Am 5. Januar 2020 wurde es von Bürgern der Stadt Tübingen und Künstlern des Zürcher Theaterkollektivs Neue Dringlichkeit als „Mahnmal gegen die Vereinnahmung der Künste durch rassistische und nationalistische Kräfte“ umgewidmet.